# میا روز
میا روز (انگلیسی: Mia Rose؛ زادهٔ ۲۶ ژانویهٔ ۱۹۸۸) یک موسیقی‌دان اهل پرتغال است. وی از سال ۲۰۰۶ میلادی تاکنون مشغول فعالیت بوده‌است.